# Future Prophecies
Future Prophecies — норвежский драм-н-бейс-коллектив, представленный Ричардом Анимашаун Томасом (англ. Richard Animashaun Thomas) и Тони Антаном (англ. Tony Anthun).
Их выступления (Hybrid Session) — проект, объединяющий работу джазовых музыкантов и диджеев, прорыв в сфере нового звучания, ломающий традиционные представления о музыке.
Знания и опыт они получали в результате интенсивной работы, выступая в роли диджеев и джазовых музыкантов в Норвегии, остальной Европе и США.